# Evelyn McHale
Evelyn Francis McHale (Berkeley, 20 settembre 1923 – New York, 1º maggio 1947) è stata impiegata contabile statunitense.
Evelyn McHale si tolse la vita lanciandosi dal ponte di osservazione sito all'86º piano dell'Empire State Building. Una fotografia scattata quattro minuti dopo la sua morte dallo studente di fotografia Robert Wiles trasformò il gesto della donna in un'icona di risonanza mondiale.

## Biografia
Evelyn McHale nacque a Berkeley, in California una dei sette figli nati da Helen Constance Smith e Vincent Richard McHale. I suoi fratelli e sorelle sono Robert McHale, Helen Katherine McHale, Dorothy McHale, Donald Richard McHale, Richard McHale e Paul Kenneth McHale. Suo padre era un ispettore bancario che si era trasferito a Washington nel 1930. Molto probabilmente sua madre soffriva di una forma di depressione non diagnosticata e non curata, che fu la causa principale di un matrimonio difficile seguito da un divorzio. Vincent ottenne la custodia di tutti i bambini e si trasferì a Tuckahoe, nello Stato di New York.
Dopo essersi diplomata al liceo, McHale si unì al Women's Army Corps e fu di stanza a Jefferson City, nel Missouri. In seguito si trasferì a Baldwin, e trovò impiego come contabile presso la Kitab Engraving Company, in Pearl Street. Risale a quel periodo anche l'incontro con colui che diventerà il suo fidanzato: Barry Rhodes, uno studente universitario congedato dall'Aeronautica Militare degli Stati Uniti.
Il 30 aprile 1947, McHale prese un treno da New York a Easton, in Pennsylvania, per incontrare Rhodes. Il giorno seguente, dopo aver lasciato l'abitazione di Rhodes, tornò a New York e si recò all'Empire State Building, e giunta all'osservatorio sito all'86º piano si lanciò nel vuoto, atterrando su una limousine parcheggiata. A quanto pare al momento del salto un membro della sicurezza dell'edificio si trovava a meno di tre metri da lei, ma non ebbe il tempo di intervenire.
Interpellato al proposito, Rhodes riferì di non aver notato nulla che potesse far supporre intenti suicidi, prima che McHale se ne andasse. Il detective Frank Murray rinvenne il suo biglietto d'addio in un taccuino nero accanto al suo cappotto di stoffa ben piegato sopra il muro del ponte di osservazione. La nota diceva:
Il suo corpo fu identificato dalla sorella, Helen Brenner. In accordo con i suoi desideri, McHale venne cremata senza alcun rito, servizio funebre o tomba. Barry Rhodes divenne un ingegnere prima di trasferirsi a sud. Morì celibe a Melbourne in Florida il 9 ottobre 2007.

## Retaggio
In virtù dell'evidente tragicità e peculiarità del soggetto, ma anche della qualità tecnica dello scatto di Robert Wiles, la fotografia del corpo di Evelyn McHale ebbe da subito un forte impatto sull'immaginario collettivo, e suscitò un'ampia risonanza anche fra gli addetti ai lavori. L'immagine è stata paragonata alla famosa fotografia di Malcolm Wilde Browne che ritrae l'auto-immolazione del monaco buddista vietnamita Thích Quảng Đức; entrambe sono ampiamente considerate tra le fotografie di suicidio "più rappresentative". Ben Cosgrove di Time elogiò la foto come "tecnicamente ricca, visivamente avvincente e decisamente bella", descrivendo il corpo come "riposante o sonnecchiante, piuttosto che morto" e apparendo come se stesse "sognando ad occhi aperti il suo fidanzato".
In generale, la foto colpisce anche per l'aspetto insolitamente naturale del corpo di Evelyn nonostante la caduta da centinaia di metri di altezza. Anche il suo viso appare illeso e con il trucco intatto, e sembra avere un'espressione calma e serena. La ricostruzione più attendibile del suo gesto è che sia atterrata sull'auto coi piedi, circostanza che le avrebbe fatto volare via le scarpe e strappato le calze al momento dell'impatto, lasciandola scalza.

## Citazioni e omaggi
- Andy Warhol utilizzò la foto di Wiles in una delle sue stampe intitolata Suicide (Fallen Body).[14] La stessa foto venne riprodotta anche sulla copertina dell'album Surviving You, Always dei Saccharine Trust, pubblicato nel 1984 dalla SST Records.
- Il video del 1993 di David Bowie per il singolo Jump They Say[15] e il video musicale del 1995 dei Radiohead per il singolo Street Spirit (Fade Out) includono entrambi una elaborazione dell'immagine, con Bowie e Thom Yorke in cima a un'auto scassata. La copertina dell'album Gilt del 1995 della band di Tucson Machines of Loving Grace utilizza una foto a colori che ricrea l'immagine originale, mentre quella dell'album dei Pearl Jam del 2009 Backspacer presenta una resa artistica dell'iconica fotografia nell'angolo in basso a destra. La fotografia è altresì citata nel film Vero come la finzione dal personaggio di Karen Eiffel. L'album del 2013 Privilege (Abridged) delle Parenthetical Girls si apre con il brano Evelyn McHale. Inoltre vi si fa riferimento anche all'inizio del video musicale Bad Blood, di Taylor Swift, pubblicato nel 2015.[16] La band rockabilly inglese Carlos & The Bandidos ha pubblicato un singolo del 2018 per la Migraine Records intitolato The Most Beautiful Suicide (scritto da Gary Day), con una versione stilizzata della fotografia come copertina.
- La storia di Evelyn McHale e l'indagine sulle ragioni del suo suicidio sono al centro del romanzo Non sarò mai la brava moglie di nessuno della giornalista e scrittrice Nadia Busato pubblicato in Italia da SEM (2018) e in Francia da La Table Ronde (2019).[17]